# Philippine Leroy-Beaulieu
Philippine Leroy-Beaulieu (* 25. dubna 1963 Řím) je francouzská filmová, televizní a divadelní herečka.

## Životopis
Své dětství strávila v Itálii, protože její otec Philippe Leroy-Beaulieu budoval hereckou kariéru v italských filmech. V šestnácti se na radu svých rodičů rozhodla studovat herectví v Paříži. Nasbírala zkušenosti na divadelních prknech a v roce 1983 přišel její filmový debut, když si zahrála v komedii Surprise Party režiséra Rogera Vadima.
V roce 1985 získala svou první hlavní roli v komedii Tři muži a nemluvně. Role rozrušené matky Sylvie ji vynesla nominaci na Césara pro nejslibnější herečku. Herečka se paradoxně prosadila komediální rolí, i když většinou hrála v historických dramatech, jako například Běsi (1988, režie Andrzej Wajda), Les Deux Fragonard (1989, režie Philippe Le Guay) nebo Francouzská revoluce (1989, režie Robert Enrico a Richard T. Heffron). V této době také prožila milostný vztah se spisovatelem Santiagem Amigorenou, s nímž se setkala již na střední škole. Spisovatel napsal o jejich vztahu dvě knihy: Le Premier Amour (2004, český překlad: První láska) a La Première Défaite (2012, český překlad: První porážka).
V roce 1993 se vrátila do komediálního žánru a ztvárnila těhotnou manželku Patricka Braoudého ve filmu Devět měsíců. Následně se objevila v dalších komediích, jako například ve filmech Nádherná Zelená, Hercule & Sherlock nebo La Voie est libre. V roce 2003 si zopakovala roli Sylvie ve filmu Tři muži a nemluvně po 18 letech, pokračování Tří mužů a nemluvněte. V roce 2020 se představila celosvětovému publiku rolí přísné manažerky Sylvie Grateau v americkém seriálu Emily in Paris z produkce Netflixu.

## Filmografie

### Film
| Rok  | Název                                        | Role                               |
| ---- | -------------------------------------------- | ---------------------------------- |
| 1983 | Surprise Party                               | Anne Lambert                       |
| 1985 | Tři muži a nemluvně                          | Sylvia                             |
| 1987 | Flag                                         | Fanny                              |
| 1987 | Árie                                         |                                    |
| 1987 | Camomille                                    | Camille Renaudin                   |
| 1988 | Dandin                                       | herečka dramatických rolí          |
| 1988 | Běsi                                         | Lisa                               |
| 1989 | Francouzská revoluce                         | Charlotte Corday                   |
| 1989 | Les Deux Fragonard                           | Marianne                           |
| 1989 | Natalia                                      | Natalia                            |
| 1991 | Les Clés du paradis                          | Marie                              |
| 1991 | Petits travaux tranquilles                   | Béatrice                           |
| 1992 | Coupable d'innocence ou quand la raison dort | Jeanne Eberlen                     |
| 1993 | Un'anima divisa in due                       | Miriam                             |
| 1994 | Devět měsíců                                 | Mathilde                           |
| 1995 | Jefferson v Paříži                           | účinkující                         |
| 1995 | L'Année Juliette                             | Stéphanie                          |
| 1995 | Le Nez au vent                               | Clémentine                         |
| 1995 | Un Eroe borghese                             | Annalori Ambrosoli                 |
| 1996 | Nádherná Zelená                              | Florence                           |
| 1996 | Je n'en ferai pas un drame                   | Lily                               |
| 1996 | Hercule & Sherlock                           | Marie                              |
| 1997 | TGV                                          | Sylvia                             |
| 1997 | Le Feu sous la glace                         | Constantine                        |
| 1998 | La voie est libre                            | Jeanne                             |
| 1998 | Jeanne et le loup                            | Jeanne                             |
| 2000 | Vatel                                        | vévodkyně z Longueville            |
| 2003 | Tři muži a nemluvně po 18 letech             | Sylvia                             |
| 2004 | Dva bratři                                   | Mathilde Normandin                 |
| 2005 | Láska a jiné pohromy                         | Daphne Spring, šéfredaktorka Vogue |
| 2005 | Trois couples en quête d'orages              | Pascale                            |
| 2006 | Stín ducha                                   | Julia                              |
| 2009 | Tres días con la familia                     | Joëlle                             |
| 2014 | Les Trois frères, le retour                  | Pascalova bankéřka                 |
| 2015 | Graziella                                    |                                    |
| 2016 | Père fils thérapie !                         | Nicole Perronet                    |
| 2016 | Věčnost                                      | Valentinina matka                  |
| 2018 | Lola et ses frères                           | Sabine                             |
| 2020 | De Gaulle                                    | Hélène de Portes                   |
| 2020 | Papi Sitter                                  | Vivianne                           |

### Televize
| Rok       | Název                               | Role                 |
| --------- | ----------------------------------- | -------------------- |
| 1984      | Mistral's Daughter                  | Fauve                |
| 1984      | Černá řada                          | Clarissa             |
| 1987      | La Maison piège                     | Virginie             |
| 1993      | Jules Ferry                         | Eugénie Ferry        |
| 1993      | Meutre avec préméditation: Récidive | Janson               |
| 1993      | Le Prix d'une femme                 | Elsa                 |
| 1994      | Les Enfants du faubourg             | Rosa                 |
| 1994      | L'Île aux mômes                     | Florence             |
| 1997      | La vérité est un vilain défaut      | Isabelle             |
| 1998      | Le Feu sous la glace                | Constantine Duparc   |
| 1998      | Mes enfants étrangers               | Pat                  |
| 2000      | Sandra et les siens                 | Sandra Villiers      |
| 2000      | Petit Ben                           | Claire               |
| 2003      | Écoute, Nicolas...                  | Lorraine             |
| 2005      | Vénus & Apollon                     | Muriel               |
| 2005      | Komisař Valence                     | Sophie Leroux        |
| 2008      | Alice Neversová                     | Virginie Gaetnerová  |
| 2010-2012 | Ma femme, ma fille, 2 bébés         | Emma                 |
| 2013      | Paradise kemp                       | Anna Lavezzi         |
| 2013      | Falco – příběh poldy                | Geneviève Guillemin  |
| 2014      | Rosemary's Baby                     | paní Fontainová      |
| 2015      | Braquo                              | Jacquie Greiner      |
| 2015-2018 | Chci mluvit se svým agentem!        | Catherine Barneville |
| 2016-2017 | Agathe Koltès                       | Agathe Koltès        |
| 2017      | Scènes de ménages                   | Isabelle             |
| 2020      | Mirage                              | Jeanne               |
| 2020-     | Emily in Paris                      | Sylvie Grateau       |

## Divadlo
- 1986 Molière: Lakomec, režie Roger Planchon, Théâtre national populaire a Théâtre Mogador
- 1989 Alfred de Musset: Marianniny rozmary, režie Bernard Murat, Théâtre Montparnasse
- 2010 Eve Ensler: Monology vagíny, režie Isabelle Rattier, Théâtre Michel